# Fly-by-wire
A fly-by-wire (FBW) egy modern repülésvezérlő rendszer, amely a repülőgépek hagyományos mechanikus vezérlését elektronikus kezelőfelülettel helyettesíti.

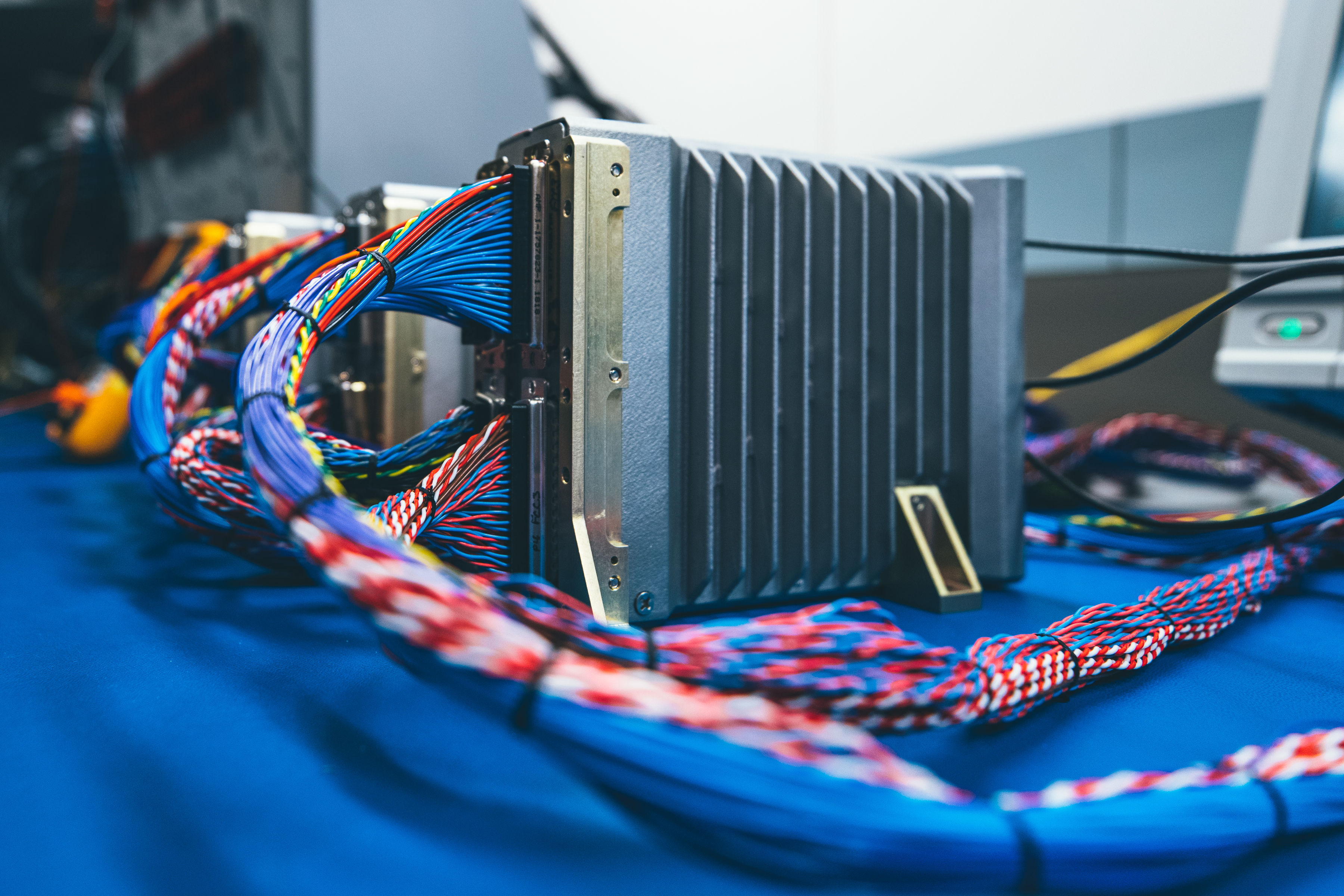
Honeywell kompakt fly-by-wire fedélzeti számítógép

Lényegi elgondolása, hogy a repülőgép vezérlését számítógépek segítségével egy belső információs hálózaton oldják meg.

## Működése
A fly-by-wire rendszer központi eleme egy vagy több számítógép, amelyek a kormányberendezéseket vezetékek (innen ered a rendszer elnevezése) segítségével kötik össze a kormányfelületekkel.
Működésének alapelve, hogy a korábbi, mechanikus repülésvezérlő rendszerekkel ellentétben, ahol a kormánylap-kitérítéseket megfelelő áttételezés mellett különböző huzalok, sodronyok végezték, a fly-by-wire repülésvezérlőrendszer esetében a pilóta kormánykitérítését egy számítógép érzékeli, és kiszámítja, hogy a kívánt repülési manőver végrehajtásához mekkora kormánylap-kitérítés szükséges. Ezt követően a számítógép elektromos vezetékeken továbbítja a jelet a kormánylapokhoz, és elektromos szervómotorok megfelelő mértékben téríti ki azt. 
FBW rendszerrel például vezérelhetőek a hajtóművek, csűrők, az oldalkormány, a magassági kormány, fékszárnyak, féklapok, orrsegédszárnyak, illetve számos további rendszer. Lehetséges, hogy a fly-by-wire rendszer mellett tartalék mechanikus repülésvezérlő rendszer is megtalálható (például a Boeing-777 esetében), vagy teljesen fly-by-wire rendszerű a repülőgép.

## Előnyei

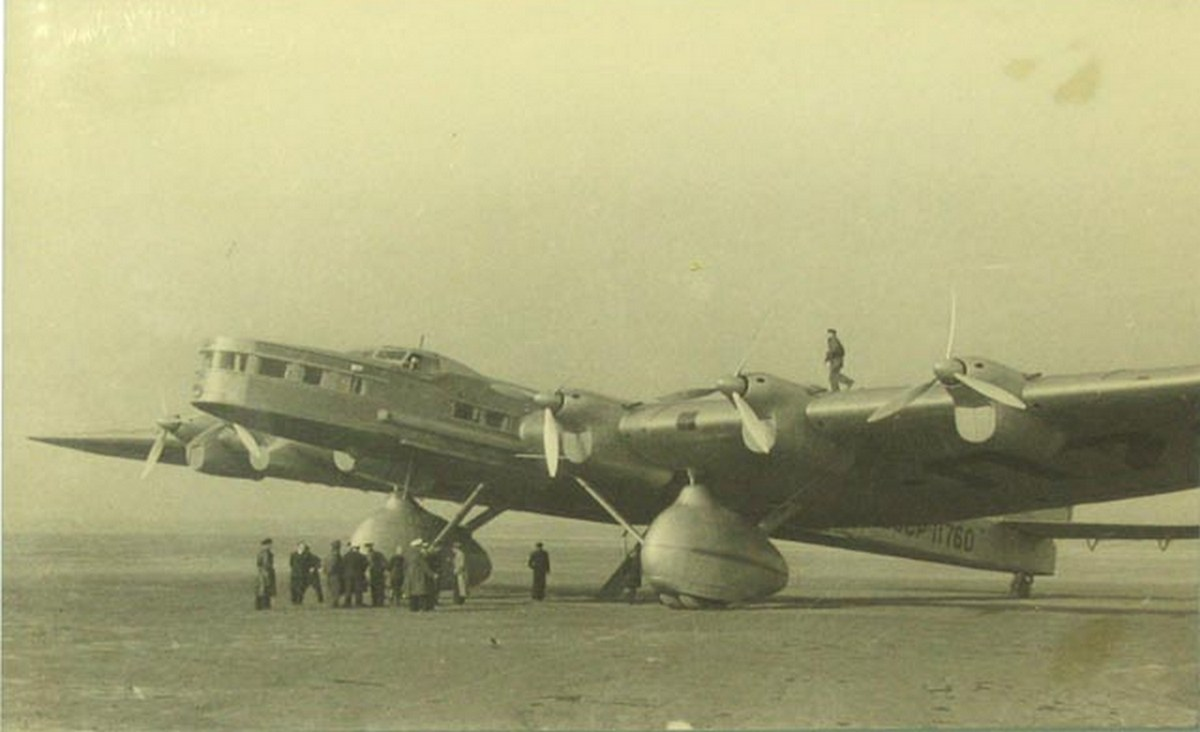
Tupoljev ANT-20

A hagyományos mechanikus és hidromechanikus repülésvezérlő rendszerek precíz kábelvezetést igényelnek a repülőgépben szíjtárcsákkal, hajtókarokkal, feszítőkábelekkel és hidraulikus csövekkel, emiatt relatíve nagy tömegűek, és szűk keretek között képesek alkalmazkodni a változó aerodinamikai körülményekhez. A fly-by-wire rendszer könnyebb komponensekből tevődik össze, ezáltal kisebb lesz a repülésvezérlő rendszer tömege. A repülőgép-vezető kormányberendezésének kitérítése nélkül is képes a kormányfelületek mozgatására, ezáltal az amúgy aerodinamikailag instabil repülőgépek is stabilan tudnak viselkedni FBW rendszerrel.  Az FBW rendszerrel szerelt, alapvetően aerodinamikailag kevésbé stabil repülőgéptípusok (pl. Boeing-777) használatával csökkenthető a repülőgépek aerodinamikai ellenállása, ezáltal gazdaságosabban tudnak üzemelni, amit a hajtóművek számítógépes vezérlése is elősegít. További előnye a hibatűrés (nem tud elszakadni a sodrony, illetve elfolyni a hidraulika folyadék), az egyszerű karbantarthatóság, a gép tömegének a csökkenése, jelentősen egyszerűbben kivitelezhető a szükséges redundancia, egyszerűbben kapcsolhatóak be az irányításba a repülést segítő illetve automatizáló rendszerek, például a robotpilóta.

## Története

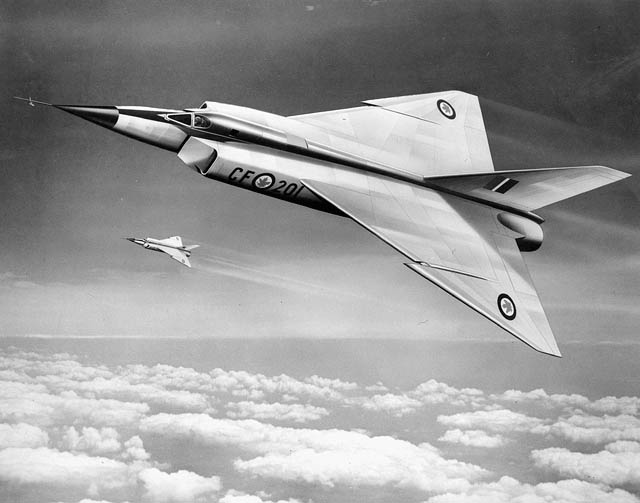
Avro-Canada CF-105 Arrow

Elektromos szervó vezérlésű irányfelületekkel először az 1930-as években kísérleteztek a szovjet Tupoljev ANT-20-as típuson. A repülőgépen elektromos vezetékekkel és szervómotorokkal helyettesítették a hosszan vezetett hidraulikus és mechanikus rendszereket, habár előremutató volt, még nem minősült FBW rendszerűnek.
Az első, nem kísérleti FBW rendszerű repülőgép az Avro Canada CF-105 Arrow volt. A géptípus 1958-ban repült először, de csak kis példányszámban gyártották.
Az első fejlett FBW rendszerű, sorozatgyártott utasszállító repülőgép a Concorde volt, amelynek rendszere már szilárd komponensekkel és redundanciával készült, integrált számítógépes navigációval, automatikus kereső és követőradarral, földi irányítási képességgel rendelkezett fejlett adatátviteli rendszerének köszönhetően, és mesterséges visszacsatolást biztosított a pilótának (pl.: botrázó rendszer átesés előjelzésére).
Az 1988-ban szolgálatba állított Airbus A320 volt az első utasszállító típus, ami digitális FBW rendszerrel üzemelt. 

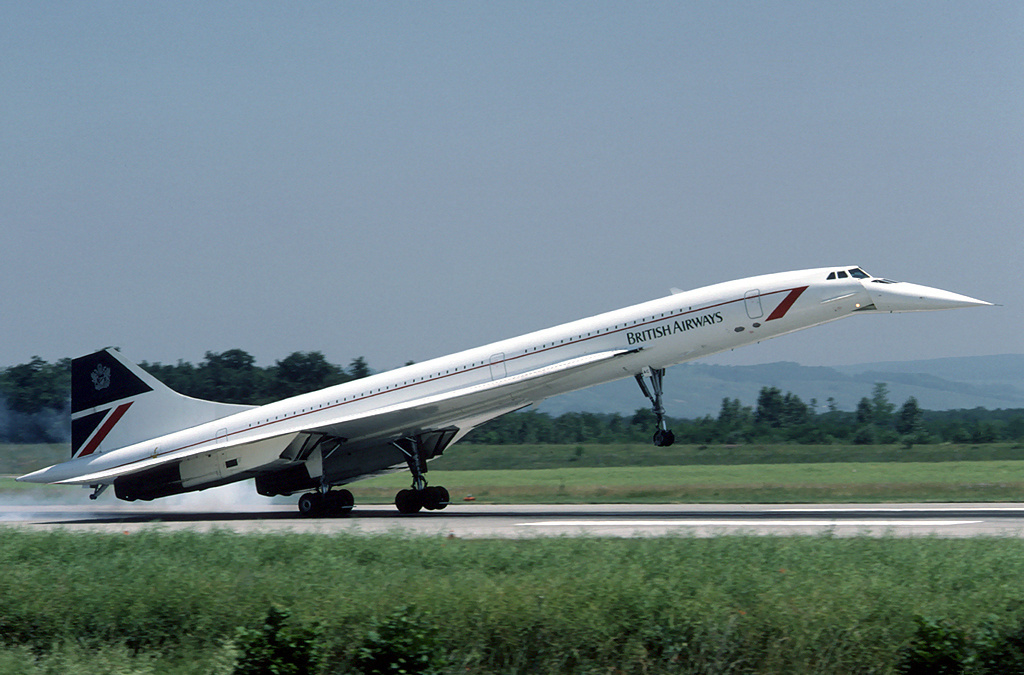
Concorde

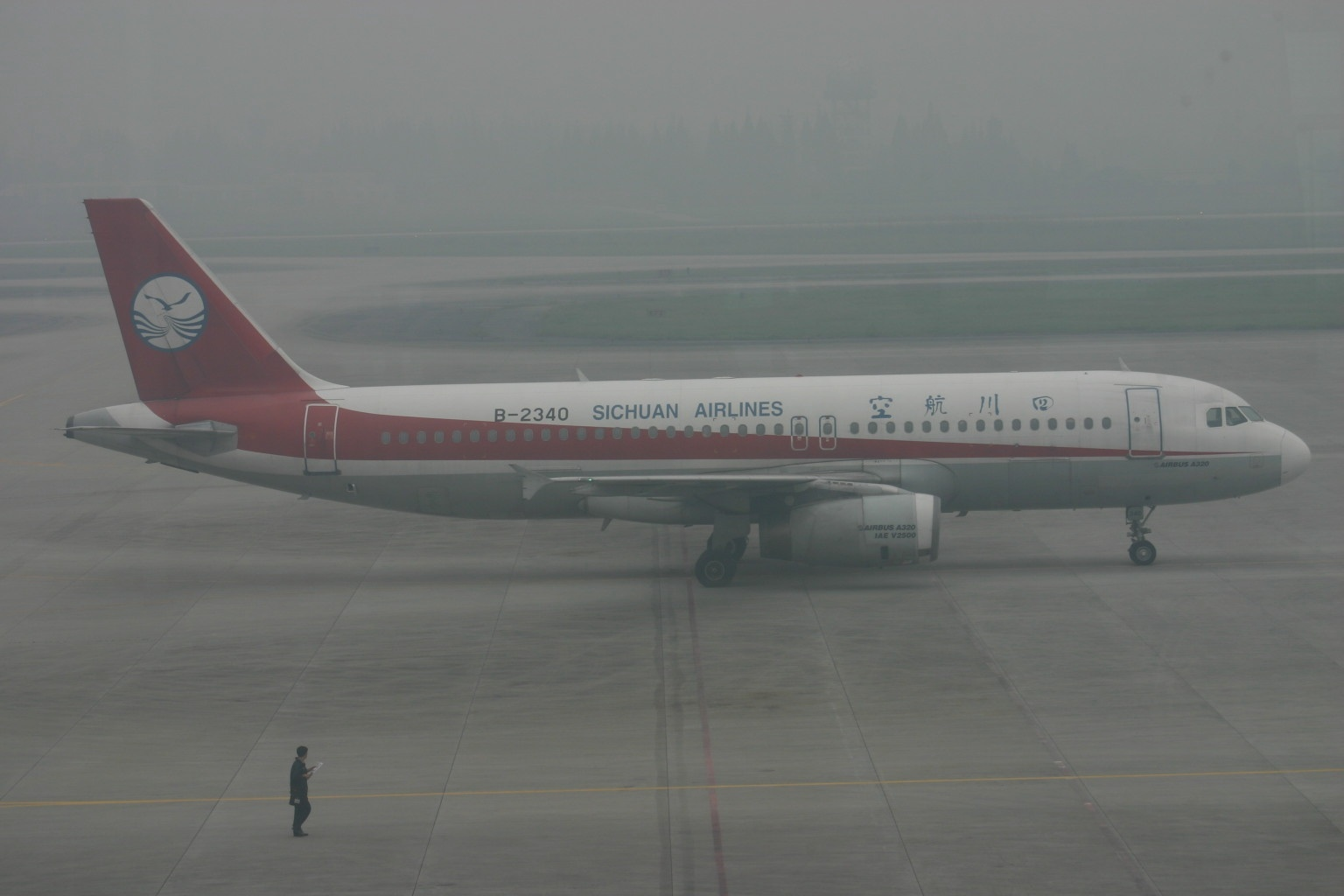
Airbus A320

## A fly-by-wire rendszer továbbfejlesztése
A fly-by-optics rendszer optikai szálakkal helyettesíti a FBW rendszer vezetékeit. Nagyobb és gyorsabb adatátvitelt biztosít, immunis az elektromágneses interferenciára és kisebb tömegű, mint az FBW rendszer. Működési elve az FBW rendszerhez hasonló, az adatátvitelt azonban optikai kábelek biztosítják. Az első fly-by-optics rendszerű sorozatgyártott repülőgép a Kawasaki P-1-es volt.
A fly-by-wireless rendszer alapvető elgondolása, hogy a jelentős tömegű vezetékeket, amelyek az FBW rendszert alkotják, felváltják vezeték nélküli adatátviteli eszközökkel, így a repülésvezérlő számítógépek, és az irányfelületek között megszűnik a fizikai kapcsolat. A rendszer segítségével növelhető a repülőgépek gazdaságossága, valamint az FBW rendszer legtöbb hibaforrását okozó vezetékek elhagyhatóak, elősegítve a repülőgépek széleskörű konfigurálhatóságát.
Az Intelligens Repülésvezérlő Rendszerek (IFCS) a modern, digitális FBW rendszerek továbbfejlesztésére törekszik. Célja, hogy a repülőgép vezérlőrendszere intelligensen felismerje a repülés közben fellépő súlyos üzemzavarokat, pl.: hidraulika rendszer nyomásvesztése, kormányfelületek meghibásodása, a repülőgép megrongálódása és automatikusan kompenzálja ezeket az üzemzavarokat a repülőgép automatikus vezérlésével. Szimulált környezetben sikeresen demonstrálták a projekt életképességét azzal, hogy egy Cessna pilóta sikeresen leszállt egy súlyosan megrongálódott IFCS rendszerű nagyméretű utasszállító repülőgéppel, annak ellenére, hogy semmilyen korábbi tapasztalata nem volt szélestörzsű nagygépes repülésben. A rendszer segítségével tovább növelhető a légi közlekedés biztonsága.